# 于尔维尔-纳克维尔
于尔维尔-纳克维尔（法語：Urville-Nacqueville，法語發音：[yʁvil nakvil]）是法国芒什省的一个旧市镇，属于瑟堡区。于尔维尔-纳克维尔于1963年由原市镇于尔维尔阿格（Urville-Hague）和纳克维尔（Nacqueville）合并而成。2017年，于尔维尔-纳克维尔和相邻的其它18个市镇合并为新市镇拉阿格。 

## 地理
于尔维尔-纳克维尔（49°40'26"N, 1°44'20"W）面积11.58 平方千米，位于法国诺曼底大区芒什省，该省份为法国西北部沿海省份，西、北、东北三面环大西洋，东起顺时针与卡爾瓦多斯省、奧恩省、马耶讷省和伊勒-维莱讷省接壤。
与于尔维尔-纳克维尔接壤的市镇（或旧市镇、城区）包括：格雷维尔阿格、布朗维尔阿格、圣克鲁瓦阿格、科唐坦地区瑟堡、凯尔克维尔。
于尔维尔-纳克维尔的时区为UTC+01:00、UTC+02:00（夏令时）。

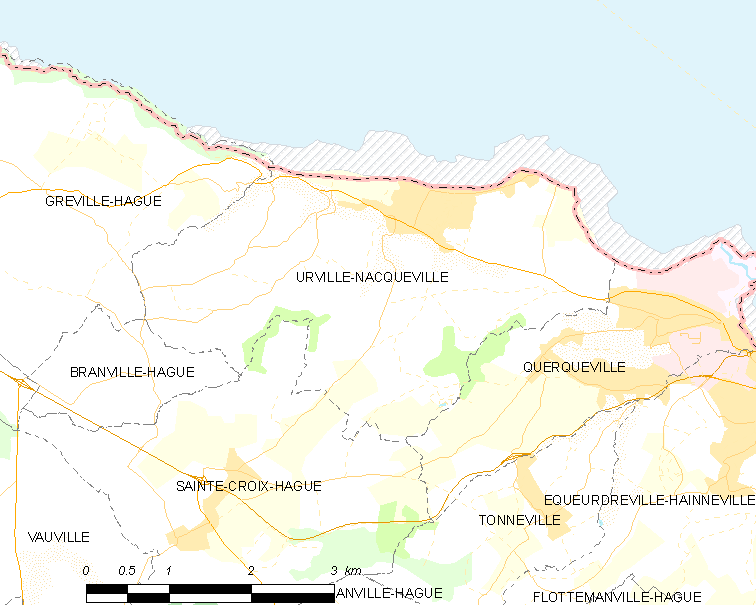
于尔维尔-纳克维尔的OSM定位图

## 行政
于尔维尔-纳克维尔的邮政编码为50460，INSEE市镇编码为50611。

## 政治
于尔维尔-纳克维尔所属的省级选区为拉阿格县。

## 人口

1962-2008年间于尔维尔-纳克维尔人口变化图示

于尔维尔-纳克维尔于2018年1月1日时的人口数量为2067人。